# Маламир
Вижте пояснителната страница за други личности с името Маламир.
Маламѝр е средновековен български владетел от Крумовата династия, управлявал Първата българска държава от 831 до 836 г.

## Произход и възкачване на престола
Той е третият и най-малкият син на хан Омуртаг и внук на хан Крум. Заема престола след преждевременната смърт на по-големия му брат Звиница и лишаването от престола на най-големия му брат Енравота (или Воин) поради проявени симпатии към християнството.

## Управление
Известно е, че след като брат му Енравота отказва да се отрече от християнството, Маламир го изпраща на смърт.
Младият хан продължава и строителната дейност на своя баща. По негово време е завършено водоснабдяването на Плиска и е присъединен днешен Пловдив. Във външната си политика се стреми да поддържа добри отношения с Франкската империя и с Византия.

### Война с Византия
Византийският император Теофил нарушава 30-годишния мирен договор, подписан с Омуртаг, и през 836 г. предприема поход срещу България. Българите, начело с кавхан Исбул, отговарят, като навлизат във византийските територии и стигат чак до Одрин. После се отправят към Пловдив и след преговори с жителите му влизат в града. Оттогава градът е включен в пределите на България. Този град по онова време има важно стратегическо значение за овладяването на Родопската област, както и за прекъсване на римския път Виа Милитарис (Виа Диагоналис) на Балканския полуостров, който свързва Сигиндунум (дн. Белград), Сердика (дн. София) и Константинопол, и сухоземната връзка между Солун и Константинопол. Тези събития са описани в каменен надпис, известен като „Маламирова летопис“.

## Смърт
Маламир умира неочаквано и по неизвестни причини през 836 г. и тъй като не оставя наследници, престолът е зает от племенника му Пресиян – син на брат му Звиница.

## Памет
На Маломир е наречена улица в квартал „Гърдова глава“ в София (Карта).